# Cryphaea pachycarpa
Cryphaea pachycarpa là một loài rêu trong họ Cryphaeaceae. Loài này được Schimp. ex Besch. mô tả khoa học đầu tiên năm 1872.